# Hornauskogel
Der Hornauskogel ist mit 504 Meter Höhe der dritthöchste Berg im 13. Wiener Gemeindebezirks Hietzing.

## Geografie
Der Hornauskogel liegt im südwestlichen Teil des Bezirks Hietzing und ist Teil des Lainzer Tiergartens. Nur etwa 1 km östlich liegt der Kaltbründlberg – dessen Hubertuswarte früher in Holzbauweise am Hornauskogel stand – und im Nordwesten der Brandberg. Der großteils bewaldete Berg ist Teil des Wienerwald-Gebirges, dem nordöstlichen Ausläufer der Ostalpen. Am nördlichen Abhang des Hornauskogels liegen auch Teile des Quellgebietes des Rotwassers, einem Nebenfluss der Wien.

## Namensherkunft
Erstmals urkundlich belegt ist der Name des Hornauskogels im Jahr 1788 als Hurnauskogel k.k. Waldung. 1819 wurde er als Hornauskogl bezeichnet. Der Name stammt dabei vom mittelhochdeutschen "hornuʒ" (Hornissen) und leitet sich von den am Hügel heimischen Insekten ab.